# 市府恆隆廣場
市府恒隆廣場（英語：Forum 66）是位於中國遼寧省瀋陽市瀋河區青年大街1號的一个综合发展项目，属于香港地产發展商恒隆地產旗下，该项目位于沈河区青年大街北段，市府广场南侧，是当地的高端发展项目之一，獲美國綠色建築協會頒發「能源及環境設計先鋒獎 — 核心及外殼組別」金獎認證。目前项目建成部分由一座购物商场及一栋写字楼组成，并附带一家五星级酒店，另有二期项目处于建设之中。

## 概况
市府恒隆广场项目由美國KPF建築師事務所設計，总楼面面积800,000平方米，其中购物商场101,960平方米，已建成的第1座办公楼131,237平方米，其余面积作为停车场和其它用途使用。整个地块于2006年8月获得《国有土地使用权出让合同》许可，2007年4月开始第一期部分购物商场和第1座办公楼的建设。

## 购物商场
商场部分设于第一期项目B1至4层，共5层，于2012年9月28日开业，其中B1层及1层与第1座办公楼相连，B1层设置有一个连接沈阳地铁2号线市府广场站的通道。项目内共有超过140间商铺，其中B1层为超级市场（由华润万家承租，以旗下高档超市品牌Olé名义营运）、潮流服饰店、餐饮和影城（由百老汇院线以Palace百丽宫品牌营运），1层及2层租戶多為国际名品，3层以儿童业态为主，4层设有高档餐饮和健身房。
商场停车场设于B2至B4层，与第1座办公楼共用，共设置约2,000个车位。

## 第1座写字楼
第1座写字楼于2015年3月27日正式投入使用，总高度350米，以甲级办公大楼标准建设，租户包括多个著名的本地及跨国企业。
该写字楼的66至88层设有沈阳康莱德酒店，该酒店于2019年9月1日开业，酒店大堂位于写字楼88层，并在1层和88层之间设有多部快速电梯连接。
升降機全數採用迅達升降機

## 未来发展
最初计划中，整个物業共分為兩棟摩天大樓和一個大型購物中心，并另外附带有服务性住宅等设施，其中第2座办公楼属于第二期工程，服务性住宅属于三期工程。但后期因空中限高和有关政策因素，第2座办公楼的标高被降低，三期工程规划由住宅+商业改为1栋商场、4栋公寓、1栋办公楼。截至2021年2月，二期工程进展相对缓慢，目前正在进行地基的建设工作，而三期工程的具体实施时间尚无明确的时间表。

## 交通
- 沈阳地铁：
  -  █ 2号线人民广场A出入口

## 外部連結
- 官方网站